# Jean Venturini

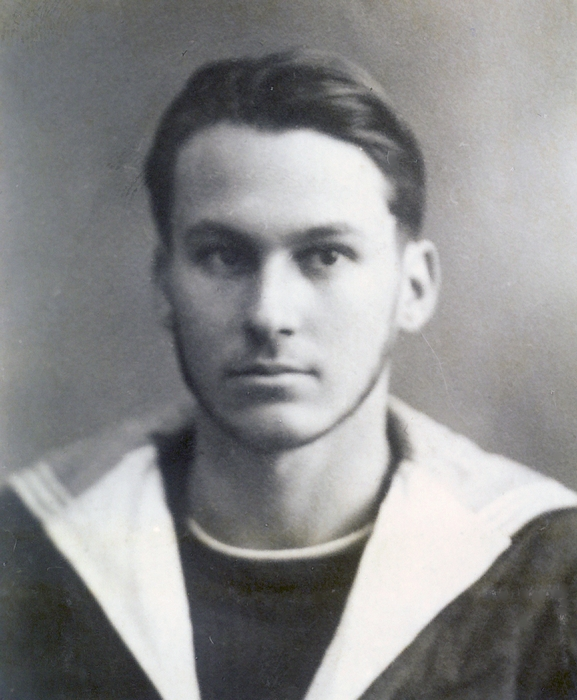
Jean Venturini um 1939

Jean Venturini (* 17. September 1919 in Nabeul, Tunesien; † 17. Juni 1940 bei einem U-Boot-Untergang im Mittelmeer) war ein französischer Dichter.

## Leben
Jean Venturini verbrachte den Großteil seiner Kindheit in Marokko. In seiner Jugend besuchte er  ein Gymnasium in der Nähe von Meknès. Im Alter von 16 Jahren begann er  Gedichte zu schreiben, die später in dem Buch Outlines gesammelt und im November 1939 veröffentlicht wurden. Es war sein einziges Werk, denn er starb bereits im Juni 1940 zusammen mit der gesamten Besatzung des U-Bootes Morse, das auf eine Seemine lief und  explodierte. Zuvor erfuhr er eine Ausbildung zum Matrosen, bevor er 1939 in die französische Marine eintrat.
Outlines ist eine Sammlung von Gedichten, die stark von den Theorien des Dichters Arthur Rimbaud beeinflusst sind. Stilistisch und mit seinen Themen wird dieses Werk in die surrealistische Ästhetik eingeordnet.

## Werke

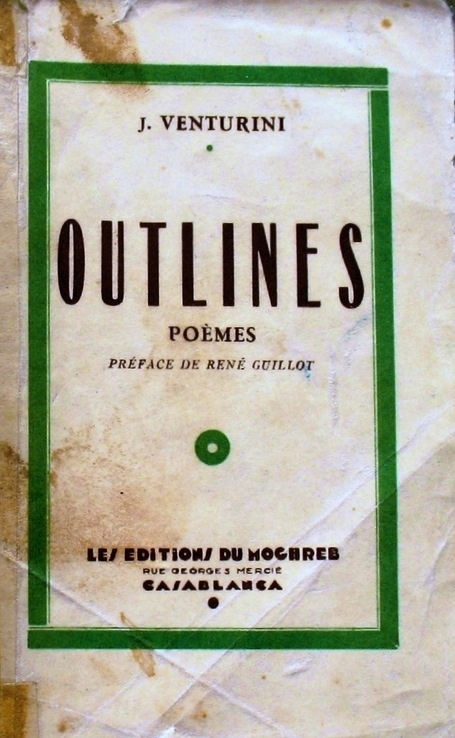
Buchcover eines Gedichtbandes von 1939

- Outlines, Sammlung von Gedichten, Casablanca, Éditions du Moghreb, November 1939, 80 Seiten.
- Outlines : Neuauflage mit einem biographischen Nachwort über den Untergang des U-Boots "Morse", Paris, Vaillant, Juni 2009, 112 Seiten (ISBN 978-2-916986-06-7)
- Weitere nicht in einem Buch erschienene Lyrik:
  - Ballade d'un qui part, Gedicht in der Zeitschrift Fontaine im Dezember 1939 veröffentlicht
  - Une Pierre dans l'eau, Gedicht in der Zeitschrift Poésie 40 im Mai 1940 veröffentlicht
  - Victime d'affiches, unveröffentlichtes Manuskript, Juni 1940 (Gedicht in einem Brief an einen Freund geschickt)